# Райзінг-Сан-Лебанон (Делавер)
Райзінг-Сан-Лебанон (англ. Rising Sun-Lebanon) — переписна місцевість (CDP) в окрузі Кент штату Делавер США. Населення — 4104 особи (2020).

## Географія
Райзінг-Сан-Лебанон розташований за координатами 39°6′0″ пн. ш. 75°30′23″ зх. д. / 39.10000° пн. ш. 75.50639° зх. д. (39.099911, -75.506350).  За даними Бюро перепису населення США в 2010 році переписна місцевість мала площу 9,23 км², з яких 8,79 км² — суходіл та 0,45 км² — водойми.

## Демографія
Згідно з переписом 2010 року, у переписній місцевості мешкала 3391 особа в 1184 домогосподарствах у складі 889 родин. Густота населення становила 367 осіб/км².  Було 1286 помешкань (139/км²).
Расовий склад населення:
| - 66,2 % — білих - 24,8 % — чорних або афроамериканців - 2,7 % — азіатів - 0,3 % — корінних американців - 1,6 % — осіб інших рас |

До двох чи більше рас належало 4,5 %. Частка іспаномовних становила 5,8 % від усіх жителів.
За віковим діапазоном населення розподілялося таким чином: 28,7 % — особи молодші 18 років, 62,8 % — особи у віці 18—64 років, 8,5 % — особи у віці 65 років та старші. Медіана віку мешканця становила 32,5 року. На 100 осіб жіночої статі у переписній місцевості припадало 93,4 чоловіків;  на 100 жінок у віці від 18 років та старших — 91,3 чоловіків також старших 18 років.
Середній дохід на одне домашнє господарство  становив 60 182 долари США (медіана — 48 214), а середній дохід на одну сім'ю — 68 553 долари (медіана — 57 994). Медіана доходів становила 51 667 доларів для чоловіків та 26 733 долари для жінок. За межею бідності перебувало 22,6 % осіб, у тому числі 28,2 % дітей у віці до 18 років та 10,9 % осіб у віці 65 років та старших.
Цивільне працевлаштоване населення становило 1897 осіб. Основні галузі зайнятості: освіта, охорона здоров'я та соціальна допомога — 22,5 %, роздрібна торгівля — 21,9 %, публічна адміністрація — 17,3 %.